# DVP Thüringen
Die DVP Thüringen war der Landesverband der Deutschen Volkspartei im Freistaat Thüringen 1920 bis 1933.

## Geschichte

### Vorgeschichte

Richard Leutheußer, Landesvorsitzender 1919 bis 1930

Nach der Novemberrevolution gründete sich überall im Reich die DVP neu aus der NLP des Kaiserreichs. Der Freistaat Thüringen entstand 1920 aus den thüringischen Kleinstaaten. Entsprechend hatten sich zunächst Landesorganisationen der DVP in diesen Kleinstaaten selbst gebildet und waren dort -mit unterschiedlichem Erfolg- auch bei den Landtagswahlen 1919 angetreten. Die DVP erzielte im
- Freistaat Sachsen-Weimar-Eisenach 5,44 %	(1 Mandat)
- Freistaat Sachsen-Meiningen (nicht angetreten)
- Volksstaat Reuß
  - Freistaat Reuß älterer Linie: (nicht angetreten)
  - Freistaat Reuß jüngerer Linie: 21,04 % (5 Mandate), gemeinsam mit DNVP
- Freistaat Sachsen-Altenburg (nicht angetreten)
- Freistaat Schwarzburg-Rudolstadt 10,75 % (1 Mandat), gemeinsam mit DNVP
- Freistaat Schwarzburg-Sondershausen (nicht angetreten)
- Freistaat Sachsen-Gotha
  - Erste Landesversammlung (1919): 15,0	% (3 Mandate), gemeinsam mit DNVP
  - Erste Landesversammlung (1920): 14,6	% (3 Mandate)

### Opposition im neuen Land Thüringen
Im Volksrat von Thüringen war die DVP nur mit einem Abgeordneten (Wilhelm Thümmel DVP Sachsen-Weimar-Eisenach) und einem Stellvertreter (Georg Witzmann DVP Sachsen-Gotha) vertreten. Im Vorfeld der Gründung des Landes Thüringen bildete sich der Landesverband der DVP Thüringen. Vorsitzender wurde der Reichstagsabgeordnete Richard Leutheußer (Sachsen-Gotha). Bei den Landtagswahlen in Thüringen 1920 am 20. Juni 1920 erreichte die DVP mit 15,77 % der Stimmen und 8 Mandaten ein deutlich besseres Ergebnis als in den Wahlen des Jahres 1919. Die Wahl stand unter dem Eindruck des Kapp-Putsches und führte zu einem deutlichen Rechtsruck sowie der Stärkung der USPD. Die Regierungsbildung war schwierig, es gelang nicht, eine stabile Mehrheit zu bilden. Nach langwierigen Verhandlungen wurde das Kabinett Paulssen I, eine Regierung aus SPD und DDP unter Tolerierung der USPD gebildet. Die DVP, die mit Theodor Bauer den Landtagsvizepräsidenten stellte, befand sich in der Opposition.
Die Minderheitsregierung erwies sich als nicht stabil und die USPD spaltete sich, so dass es am 11. September 1921 zu Neuwahlen kam, bei der die DVP 16,15 % (9 Sitze) erhielt und damit ein Mandat hinzugewann. Im Landtag hatte sich aber eine linke Mehrheit aus SPD, USPD und KPD ergeben, die das SPD-USPD-Minderheitskabinett Frölich I wählten. 1923 trat die KPD, die lange zwischen Linksputschismus wie in den Märzkämpfen in Mitteldeutschland und Regierungsbeteiligung schwankte in das Kabinett Frölich II ein. Nachdem die Reichswehr die Landeshauptstadt Weimar besetzt hatte, um einen Putsch der Proletarische Hundertschaften zu verhindern, traten zunächst die KPD-Minister und später die ganze Regierung zurück.

### Regierungspartei ab 1924
Um bei den vorgezogenen Neuwahlen am 10. Februar 1924 alle nicht-linken Kräfte zu bündeln, wurde der Thüringer Ordnungsbund als gemeinsame Wahlliste der liberalen und konservativen Parteien, darunter der DVP, gegründet. Dieser war mit 48,02 % (35 Mandate) der klare Wahlsieger, verfehlte aber die absolute Mehrheit, da die rechtsextreme Vereinigte Völkische Liste 9,26 %	(7 Mandate) erhalten hatte. Das nach der Wahl gebildete Kabinett Leutheußer I war daher ebenfalls eine Minderheitsregierung, toleriert durch die VVL. Regierungschef wurde nun der DVP-Landesvorsitzende Richard Leutheußer. Daneben stellte die DVP mit Paul Stolze noch den Finanzminister und mit Eduard Fritze und Max Richter zwei Staatsräte. Inhaltlich wurden die Veränderungen der Vorgängerregierung zurückgenommen. Die Wahlperiode erwies sich als Stabilisierung. Es war die einzige in Thüringen in der Weimarer Republik, die nicht mit vorgezogenen Wahlen endete. Die Abhängigkeit von der VVL führte jedoch dazu, dass völkische und rechtsextreme Gruppen in Thüringen keine Verfolgung zu erwarten hatte, was insbesondere den Aufbau der NSDAP förderte.
Bei den Landtagswahlen am 30. Januar 1927 trat die DVP erneut auf einer Einheitsliste an. Diese umfasste aber nicht mehr alle Parteien rechts von der SPD, sondern nur noch DNVP und Thüringer Landbund. Mit 33,68 % (19 Mandate) wurde diese Liste erneut stärkste Fraktion, bedurfte aber der Unterstützung anderer bürgerlicher Parteien, um das Kabinett Paulssen II zu bilden. Die DVP war hier mit Innenminister Karl Riedel vertreten. Die Regierung erwies sich wieder einmal als wenig stabil und es kam am 8. Dezember 1929 zu Neuwahlen.

### Die Baum-Frick-Regierung
Im Vorfeld der Wahl war es nicht gelungen, erneut ein Wahlbündnis zu schließen. Entsprechend trat die DVP alleine an und erhielt 8,83 % (5 Mandate). Das Wahlergebnis erlaubte weder die Bildung einer linken noch einer rechtsbürgerlichen Koalition, da die NSDAP 11,29 % (6 Mandate) erhalten hatte. Es bildete sich daher die erste Koalitionsregierung zwischen den rechtsbürgerlichen Parteien (DVP, DNVP, Thüringer Landbund, Reichspartei des deutschen Mittelstandes) und der NSDAP.
Gegen diese Koalition regte sich insbesondere in der Fraktion der DVP bald Widerstand. DVP-Fraktionsvorsitzender Georg Witzmann warb für ein Misstrauensvotum gegen die Regierung. Ein Misstrauensvotum am 1. April 1931 gegen die der NSDAP angehörenden Regierungsmitglieder Wilhelm Frick und Willy Marschler war aufgrund der Stimmen der DVP erfolgreich und führte zum Ende der Baum-Frick-Regierung.
Parteipolitisch führte diese Politik die DVP jedoch in die Bedeutungslosigkeit. Bei den vorgezogenen Landtagswahlen am 31. Juli 1932 erhielt die DVP nur noch 1,80 % (1 Mandat). Die Machtergreifung der Nationalsozialisten 1933 führte zur Auflösung der Partei.

## Personen
- Arno Neumann (1872–1926), Fraktionsvorsitzender 1920–1923
- Georg Witzmann (1871–1958), Fraktionsvorsitzender 1923–1932